# Генріх Бродда
Генріх Бродда (нім. Heinrich Brodda; 9 травня 1903, Ессен — 7 травня 1943, Атлантичний океан) — німецький офіцер-підводник, капітан-лейтенант крігсмаріне.

## Біографія
В 1921 році вступив на флот. З 11 жовтня 1941 року — командир підводного човна U-209, на якому здійснив 7 походів (разом 157 днів у морі).
17 серпня 1942 року U-209 виявив неподалік від північного узбережжя острова Матвєєва в Баренцевому морі караван радянських суден, який здійснював перехід з селища Хабарово в Нар'ян-Мар. Караван прямував без ескорту і складався з буксирного пароплава «Комсомолець» з баржею «П-4» на буксирі та буксирного пароплава «Норд», який вів на буксирі несправний буксирний пароплав «Комілес» та ліхтер «Ш-500». Рейс здійснювався в інтересах НКВС, і перевозив вантаж та пасажирів, більшість яких складали ув'язнені Югорлага. Артилерійським вогнем та торпедами U-209 потопив 4 кораблі загальною водотоннажністю 1356 тонн.
| Назва корабля                        | Тоннаж | Вантаж                            | Екіпаж | Загинули |
| ------------------------------------ | ------ | --------------------------------- | ------ | -------- |
| П-4                                  | 500    | 267 робітників і їхнє спорядження | 296    | 294      |
| Комілес                              | 136    |                                   | 13     | 0        |
| Комсомолець (невиправно пошкоджений) | 220    |                                   | 16     | 11       |
| Ш-500                                | 500    | Вугілля і військові матеріали     | 3      | 0        |

6 травня 1943 року U-209 зв'язався з U-954 з району із координатами 52° пн. ш. 38 ° з. д. і через нього передав рапорт про серйозні ушкодження, зокрема вихід з ладу основного передавача, що стало наслідком атаки канадського літаючого човна «Каталіна». U-209 отримав наказ повертатися на базу, але підводний човен на зв'язок так більше не вийшов і вважається зниклим безвісти з 7 травня, а всі 46 членів екіпажу вважаються загиблими. Найвірогіднішою причиною загибелі U-209 стала аварія під час занурення, спричинена отриманими пошкодженнями.

## Звання
- Лейтенант-цур-зее (1 січня 1937)
- Оберлейтенант-цур-зее (1 червня 1938)
- Капітан-лейтенант (1 січня 1940)

## Нагороди
- Медаль «За вислугу років у Вермахті» 4-го, 3-го і 2-го класу (18 років)
- Нагрудний знак мінних тральщиків (1940)
- Залізний хрест
  - 2-го класу (1940)
  - 1-го класу (вересень 1942)
- Нагрудний знак підводника (21 квітня 1942)